# 제조원가명세서
제조원가명세서(製造原價明細書, Statement of cost of goods manufactured)는 당기완성품제조원가를 보고하기 위하여 작성하는 재무제표의 부속명세서이다. 제조원가명세서에 나타나는 기말재료재고액과 기말재공품재고액은 재무상태표의 재고자산으로 표시되고, 마지막에 표시되는 당기제품제조원가는 손익계산서에 매출원가를 표시하는데 핵심적인 사항이다.

## 작성 방법
제조원가명세서에서 당기총제조비용은 재료비, 노무비, 경비로 구분하는 것이 보통이지만 개별원가계산제도를 채택하는 경우에는 직접재료비, 직접노무비, 제조간접비로 구분할 수 있다. 노무비와 경비는 제조부 또는 공장에서 사용한 것만 표시하고 판매부 또는 본사에서 사용한 부분은 손익계산서에 표시하여야 한다.